# Devátá louka
Devátá louka je druhá opera českého skladatele Jana Evangelisty Zelinky na vlastní text podle stejnojmenné veselohry spisovatelky Růženy Jesenské z roku 1924. Autor ji napsal po úspěchu provedení své první opery, Dcerušky hostinského a na scénu ji opět uvedl Zelinkův přítel a mentor, šéfdirigent opery Národního divadla Otakar Ostrčil. Premiéra se konala 19. září 1931. Od fantaskního námětu Dcerušky hostinského se skladatel tentokrát obrátil k milostnému, až sentimentálnímu příběhu připomínajícímu poněkud dívčí román. Přes příznivé hodnocení (Ladislav Vachulka: „velmi šťastně zaostřená charakteristika jednajících osob, nepřetržitý melodický proud a hlavně přirozený dramatický účin“) se opera dočkala jen pěti představení.

## Osoby a první obsazení
| osoba                                                                        | hlasový obor | premiéra (19.9.1931) |
| ---------------------------------------------------------------------------- | ------------ | -------------------- |
| Jitka Bělínová                                                               | mezzosoprán  | Marta Krásová        |
| Zdeňka, její dcera                                                           | soprán       | Ota Horáková         |
| Profesor Karel Heřman                                                        | bas          | Hanuš Thein          |
| Dr. Jan Dvořák                                                               | baryton      | Zdeněk Otava         |
| Anna Daňková, jeho sestra                                                    | soprán       | Marie Pixová         |
| Miloš, její syn                                                              | tenor        | Vladimír Tomš        |
| Sluha                                                                        | tenor        | Karel Hruška         |
| Stáza                                                                        | alt          | Dobroslava Sudíková  |
| Dirigent: Otakar Ostrčil, režisér: Ferdinand Pujman, scéna: František Kysela |              |                      |

## Děj opery

### 1. dějství
Jitku Bělinovou kdysi opustil milenec a zanechal jí dítě, dceru Zdeňku. Jitka ji vychovává a vštěpuje jí odpor k lásce, který sama vyznává. Její dlouholetý přítel, profesor Heřman, se jí proto se svou náklonností obává svěřit. Zdeňka se však přesto tajně zamiluje do Miloše Daňka, se kterým se pravidelně setkává na lavičce na Deváté louce; Miloš je synovcem továrníka, zámeckého pána a mimo jiné majitele Jitčina domku, doktora Dvořáka. Továrník Dvořák se rovněž brání lásce, neboť i jej kdysi opustila milovaná žena, ale přesto chce Milošovi nerozhodnost a nejistotu o Zdeňčině lásce rozptýlit tím, že přijde k Bělinům a sám naoko žádá o ruku Zdeňky. Její matka je nabídkou nadšena a přijímá za obě pozvání na zámek, ale ani Zdeňka se jeho zájmu neprotiví.

### 2. dějství
Obě ženy zámek navštíví a tam je přivítá Dvořák a jeho sestra Anna, nikoli však Miloš, kterému strýc zakázal se objevit. Jitka se rychle spřátelí s Annou a zatím se Zdeňka přiznává Dvořákovi k lásce k Milošovi, aniž si je vědoma, že se jedná o továrníkova synovce. Dvořák a Zdeňka se domluví, že budou v komedii pokračovat, aby v Milošovi vzbudili odhodlání, a tuto smlouvu stvrzují polibkem, který však zahlédne Miloš. Rozervaný Miloš nejprve utíká k lavičce, na které se se Zdeňkou scházel, a po rozhovoru s profesorem Heřmanem se ztratí.

### 3. dějství
Ráno se ukáže, že Miloš strávil noc bloumáním v lese, a nejen že se vysvětlí vše mezi Milošem a Zdeňkou, ale rovněž Jitka a Dvořák v sobě najdou zalíbení, zvláště když zjistí spjatost svých osudů: Jitčin milenec tehdy uprchl s Dvořákovou milenkou. Anna se raduje ze zasnoubení svého bratra i syna. Profesor Heřman přemůže žal nad definitivní ztrátou Jitky a oběma dvojicím přeje do manželství mnoho štěstí.